# Синнадена
Синнадена (греч. Συναδηνή венг. Szünadéné) — королева Венгрии в качестве супруги Гезы I.

## Биография
Синнадена — это производное от фамилии; личное имя королевы неизвестно. Её отцом был византийский командир Феодул Синаденос, в то время как её мать была сестрой Никифора III Вотаниата, византийского императора с 1078 года. Scylitzes Continuatus, написанная соотечественником Синнадены Иоанном Скилицей, утверждает, что «император отдал свою племянницу, дочь Феодула Синаденоса, королю Венгрии в жены, после его смерти она вернулась в Византию». Имя короля, так же, как собственное имя королевы, не упоминалось.
Ключом к установлению личности мужа Синнадены стал эмалевый элемент декора Священной короны Венгрии, на которой изображен человек, идентифицированный как «Геза, царь венгров». Смерть Гезы I 25 апреля 1077 года соответствует повествованию Скилицы: вслед за ней вдовствующая королева вернулась в Византию до конца 1079 года.
Дата брака Синнадены ещё менее очевидна, чем личность её мужа. Историк П. Кербль предложил период между 1064 и 1067 годами. Он сослался на брачный союз как «частное соглашение» между герцогом Гезой и византийских командирами (в том числе, дядей Синнадены Никифором Вотаниатом, ещё не ставший императором), которые находились на балканских и придунайских территориях.